# 降水記録一覧
降水記録一覧（こうすいきろくいちらん）は、気象記録一覧から降水に関する記録を分割したもの。

## 総合

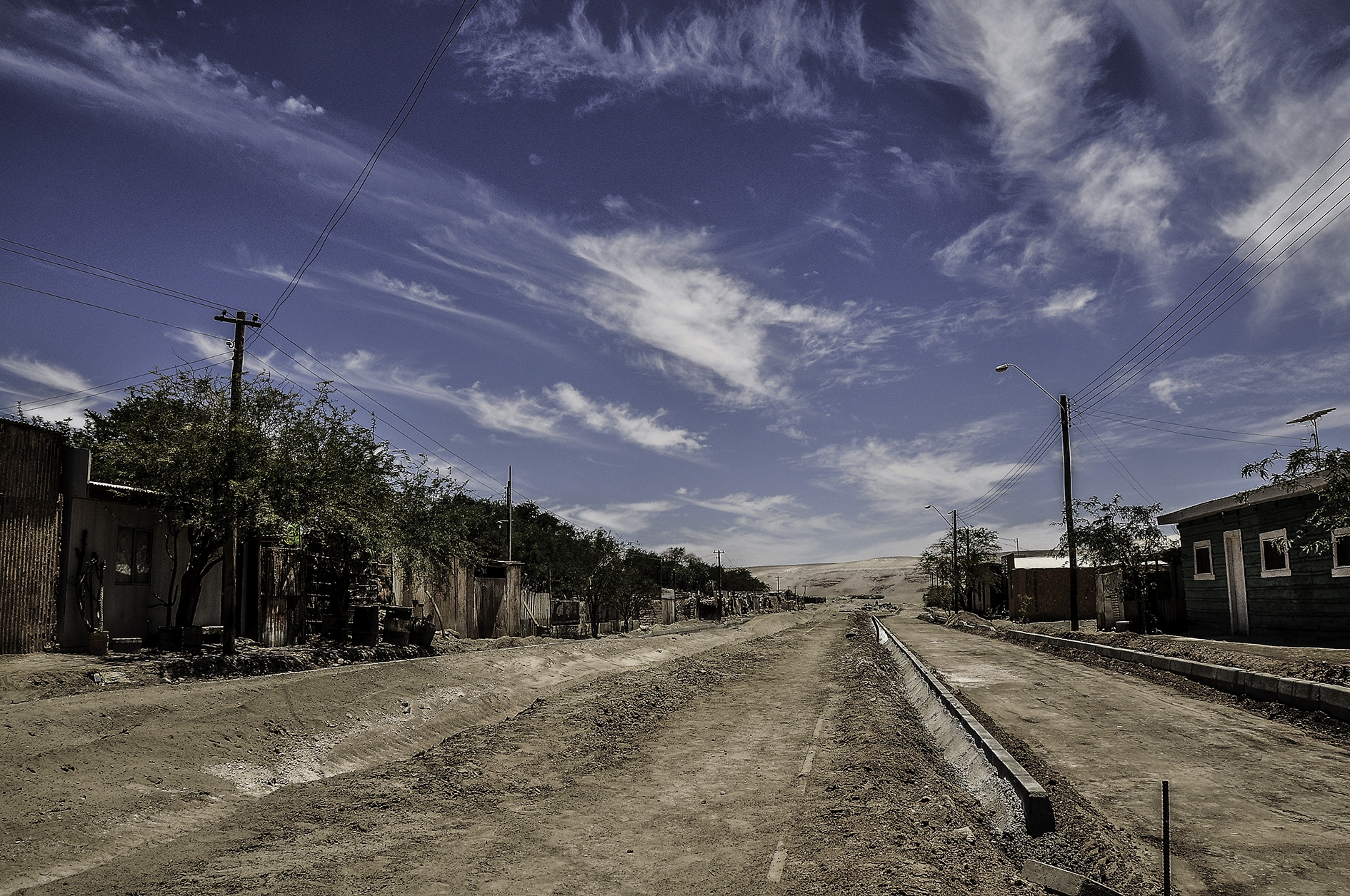
世界一降水量が少ないチリのキジャグア

- 最も年降水量が少ない場所: 年0.2ミリメートル (0.008 in)以下、チリ・アントファガスタ州キジャグア（英語版）[1]。

## 降雨
{\displaystyle T}分間降水量の世界記録を{\displaystyle P}mmとすると、{\displaystyle P=40.2{\sqrt {T}}}の近似式が成り立つことが知られている。近似式が最もよく成り立つのは期間が3日（4320分）から5日（7200分）の場合であり、短時間及び長期間の降水量の世界記録はこの近似式で計算した値より30%から60%小さくなっている。これは、短時間の場合、1分から数分という短い時間分解能での観測を実施している観測所が少ないことによるバイアスが関係していると考えられている。長期間の場合は、長期間での降水量の世界記録を樹立しうる場所は限られていることによるバイアスが原因として挙げられている。世界記録となった降水の原因としては、期間が半日未満の場合はメソ撹乱、半日以上半月以下の場合は熱帯低気圧、それを超える場合は季節風が多い。なお、以下に示す一覧には、時間が長い方が極値が小さいものが含まれるが、出典にある通りに記述した。

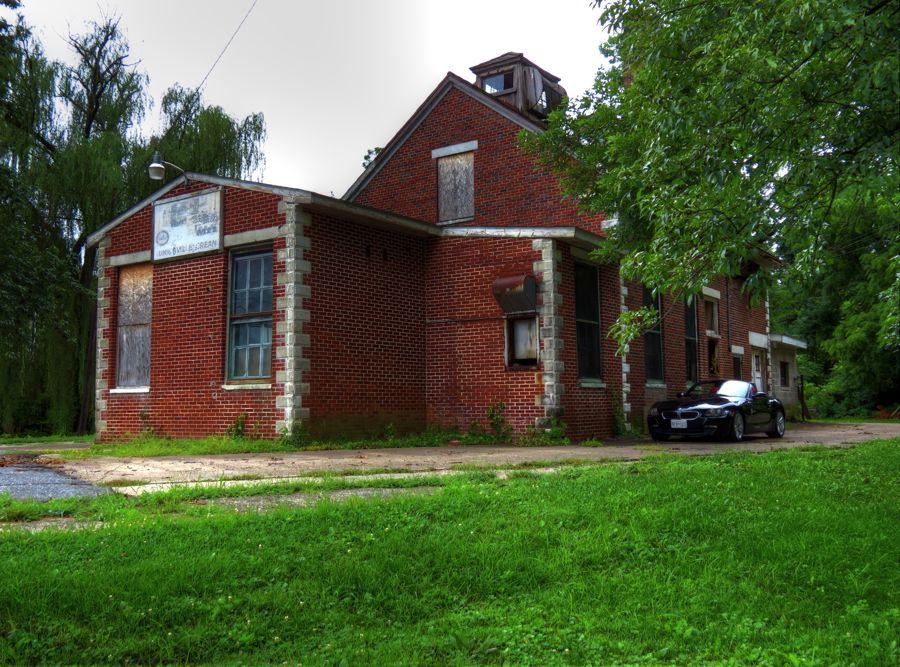
世界最多の1分間降水量を記録したアメリカ合衆国のユニオンビル

100分は1時間40分、1000分は16時間40分、1万分は約1週間、10万分は2か月と約10日、100万分は約1年11か月、1000万分は約19年に相当。
- 1分間降水量の最多記録: 31.2 mm (1.23 in)アメリカ合衆国メリーランド州フレデリック郡ユニオンビル（英語版）、1956年7月4日[3][注釈 2]。
- 3分間降水量の最多記録:44 mm (1.7 in)ジャマイカ・コーンウォール郡ハノーバー教区ハウトン・グローブ、1925年9月30日[4][2]。
- 5分間降水量の最多記録:63 mm (2.5 in)パナマ・コロン県ポルトベロ地区（英語版）ポルトベロ、1911年11月29日[4][2]。

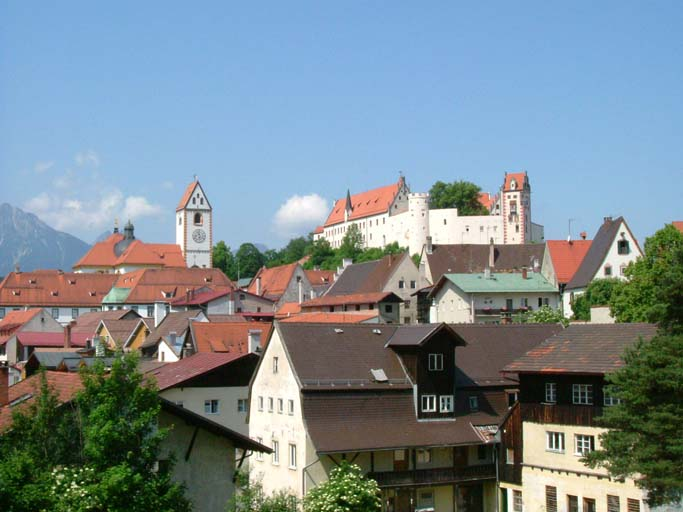
世界最多の8分間降水量を記録したドイツのフュッセン

- 8分間降水量の最多記録:126 mm (5.0 in)ドイツ・バイエルン州シュヴァーベン行政管区オストアルゴイ郡フュッセン、1920年5月25日[4][2]。
- 15分間降水量の最多記録:198 mm (7.8 in)ジャマイカ・サリー郡セント・アンドリュー教区パラセオーズ岬（英語版）プラムポイント灯台（英語版）、1916年5月12日[4][2]。

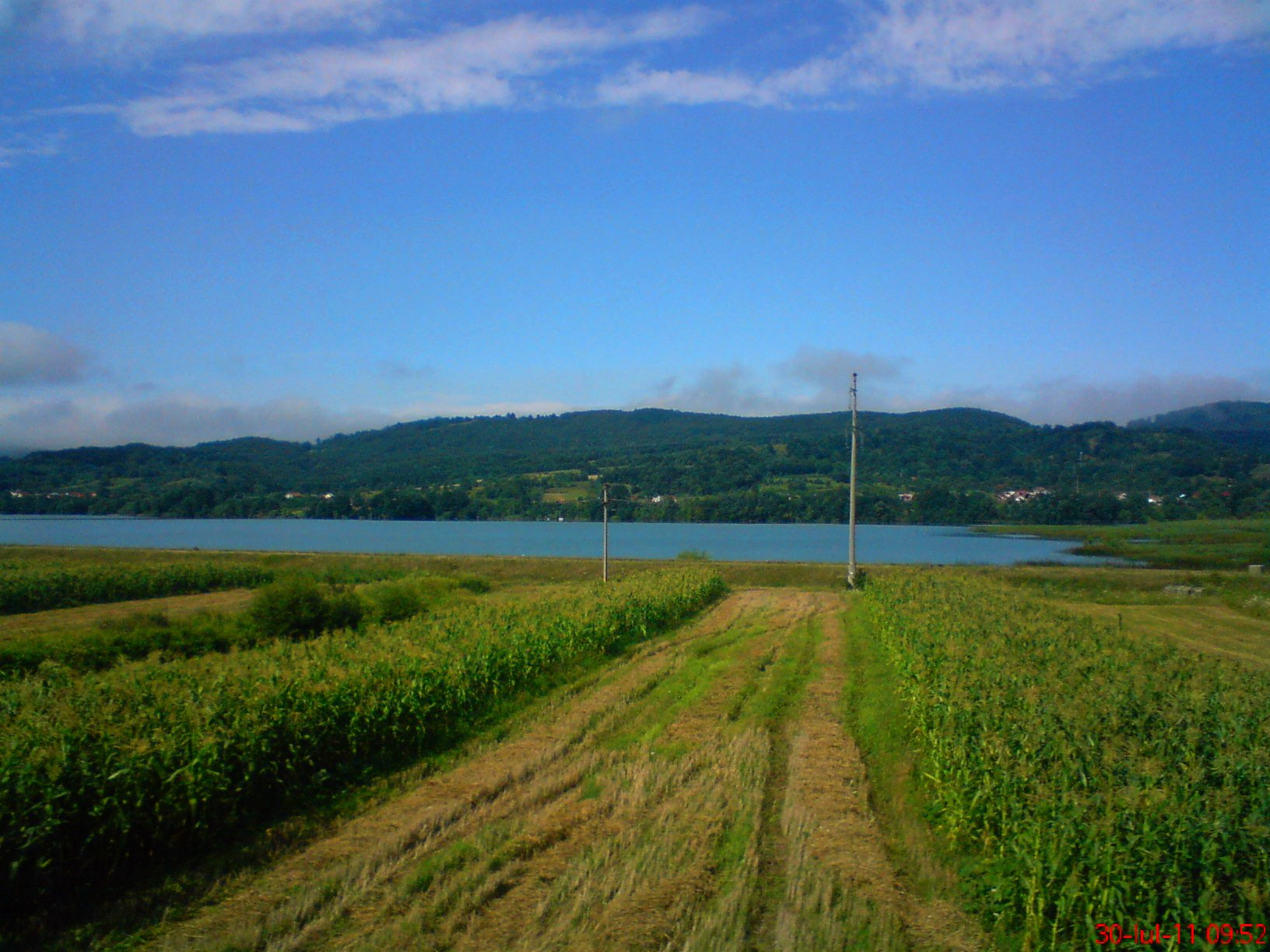
世界最多の20分間降水量を記録したルーマニアのクルテア・デ・アルジェシュ

- 20分間降水量の最多記録:206 mm (8.1 in)ルーマニア・アルジェシュ県クルテア・デ・アルジェシュ、1889年7月7日[4][2]。
- 30分間降水量の最多記録:280 mm (11 in)中華人民共和国・河北省承徳市囲場満族モンゴル族自治県四棵樹溝、1974年6月3日[4][2]。
- 42分間降水量の最多記録:305 mm (12.0 in)アメリカ合衆国ミズーリ州[クリントン郡/クレイ郡]ホルト（英語版）、1947年6月22日[4][2]。
- 1時間降水量の最多記録: 305 mm (12.0 in)アメリカ合衆国ミズーリ州[クリントン郡/クレイ郡]ホルト、1947年6月22日[注釈 3][3]。
- 1時間12分間降水量の最多記録:440 mm (17 in)中華人民共和国・甘粛省天水市武山県高家河、1985年8月12日[4][2]。
- 1時間20分間降水量の最多記録:292 mm (11.5 in)アメリカ合衆国カリフォルニア州サンディエゴ郡カンポ（英語版）、1891年8月12日[2]。
- 2時間降水量の最多記録:489 mm (19.3 in)中華人民共和国・内モンゴル自治区赤峰市カラチン旗于家湾子、1975年7月19日[4][2]。
- 2時間10分間降水量の最多記録:483 mm (19.0 in)アメリカ合衆国ウェストバージニア州ロックポート[注釈 4]、1889年7月18日[2]。
- 2時間30分間降水量の最多記録:550 mm (22 in)中華人民共和国・河北省張家口市康保県白脳包、1972年1月25日[4][2]。
- 2時間45分間降水量の最多記録:559 mm (22.0 in)アメリカ合衆国・テキサス州メディナ郡ダニス（英語版）、1935年5月31日[4][2]。

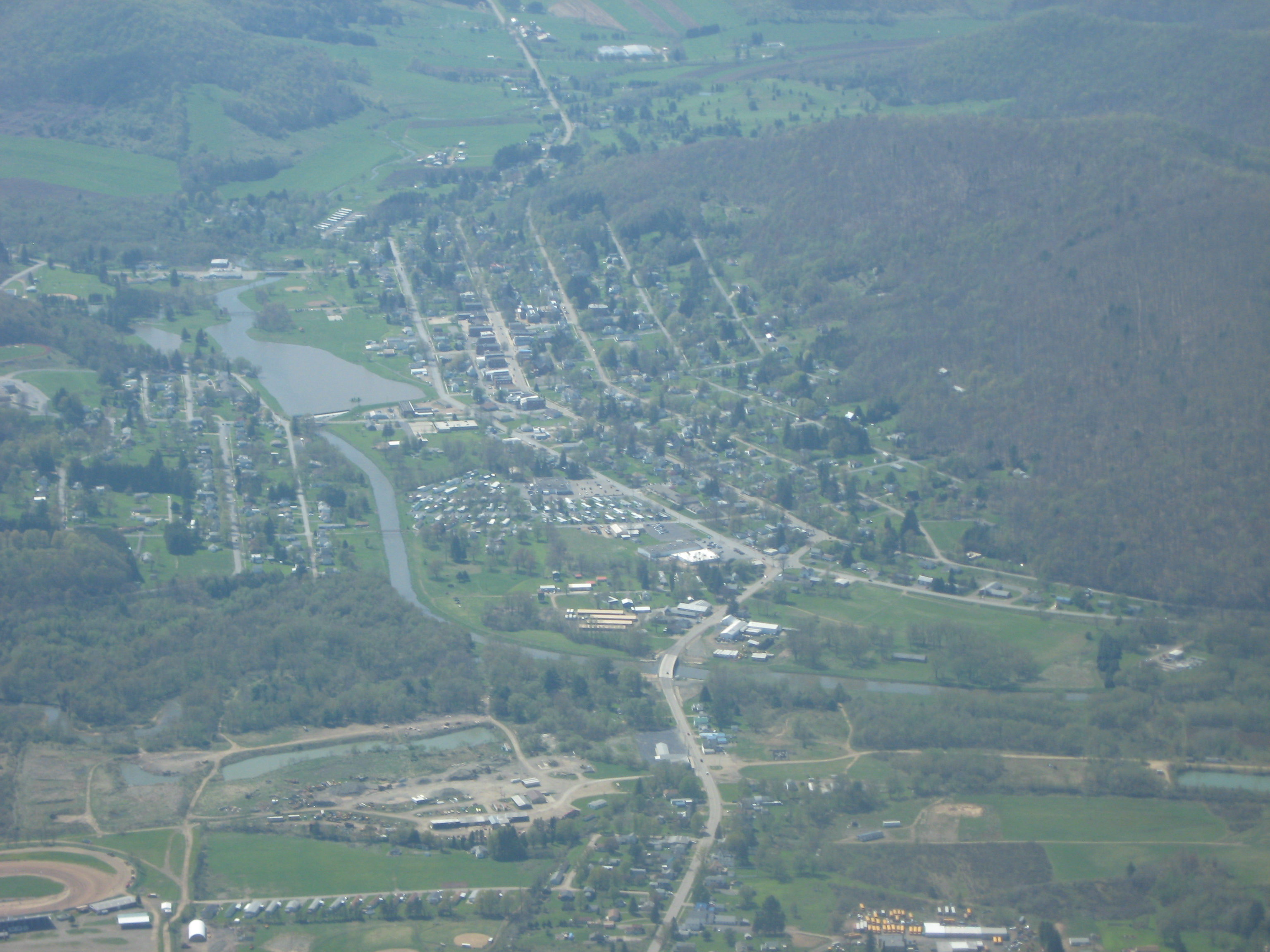
世界最多の3時間降水量を記録したアメリカ合衆国のスメスポート

- 3時間降水量の最多記録:724 mm (28.5 in)アメリカ合衆国・ペンシルベニア州マッキーン郡スメスポート（英語版）、1942年7月18日[4][2]。
- 4時間30分間降水量の最多記録:782 mm (30.8 in)アメリカ合衆国・ペンシルベニア州マッキーン郡スメスポート、1942年7月18日[4][2]。
- 6時間降水量の最多記録:830 mm (33 in)中華人民共和国・河南省駐馬店市泌陽県林荘、1975年8月7日[注釈 5][4][2]。

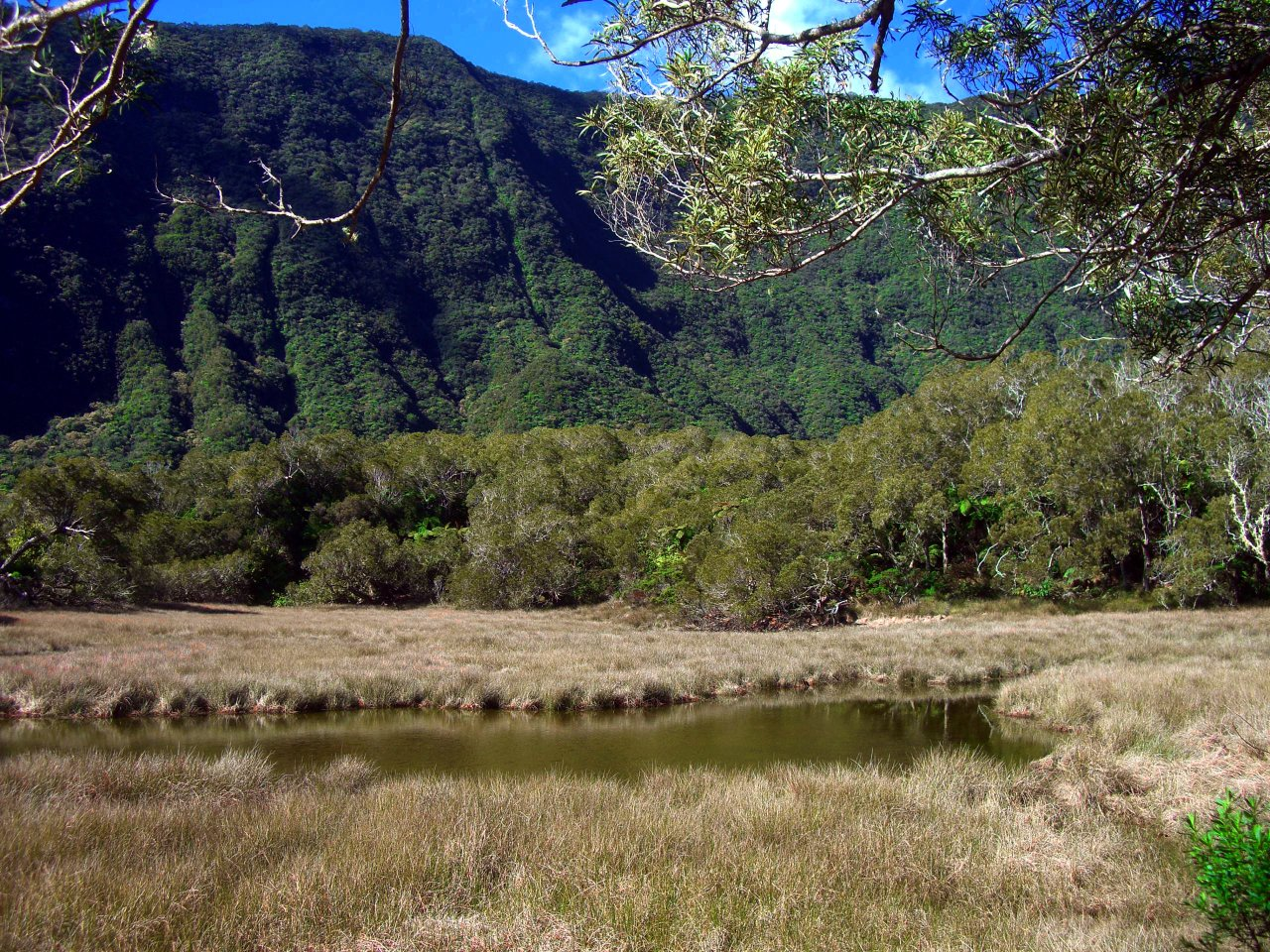
世界最多の9時間降水量を記録したフランス領レユニオンのビローブ森林

- 9時間降水量の最多記録:1,087 mm (42.8 in)レユニオン・サン・ブノワ郡（英語版）サン・タンドレ第3小郡（英語版）サラジー（英語版）市（ビローブ森林（フランス語版））、1964年2月28日[4][2]。
- 10時間降水量の最多記録:1,400 mm (55 in)中華人民共和国・内モンゴル自治区オルドス市ウーシン旗木多才旦、1977年8月1日（正確性に疑問あり）[4][2]。

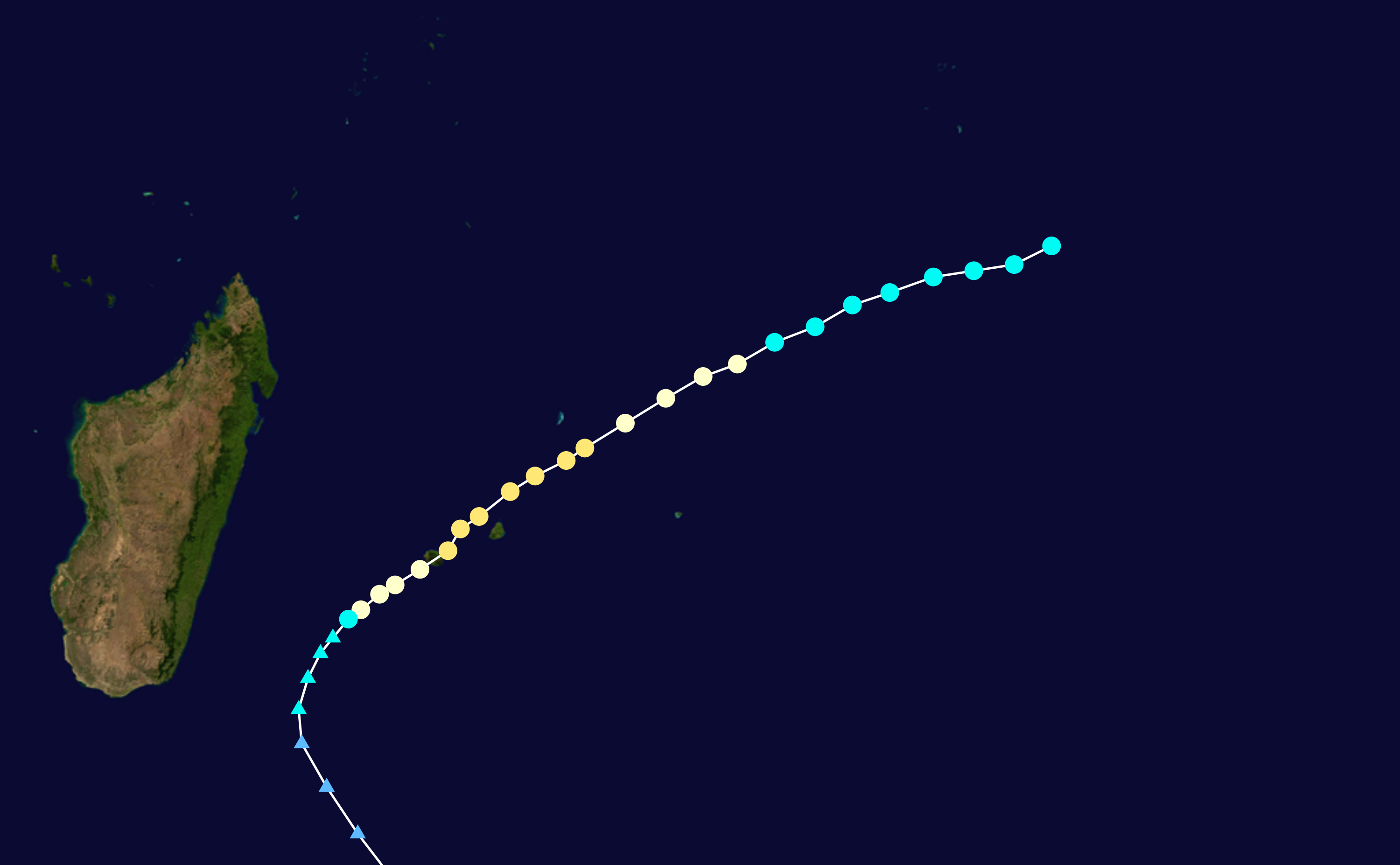
世界最多の12時間降水量が記録された原因であるトロピカル・サイクロン・デニーズの進路図。

- 12時間(半日間)降水量の最多記録: 1,144 mm (45.0 in);レユニオン・サン・ピエール郡（英語版）[サン・ブノワ第2小郡（英語版）サン・フィリペ（英語版）市/{サン・ブノワ第3小郡（英語版）/サン・ジョセフ小郡（英語版）}サン・ジョセフ（英語版）市]（フォックフォック高原（フランス語版））、1966年1月7日、トロピカル・サイクロン・デニーズ（英語版）に伴う[3][注釈 6]。
- 18時間降水量の最多記録:1,589 mm (62.6 in)レユニオン・サン・ピエール郡[サン・ブノワ第2小郡サン・フィリペ市/{サン・ブノワ第3小郡/サン・ジョセフ小郡}サン・ジョセフ市]（フォックフォック高原）、1966年1月7日[4][2]。トロピカル・サイクロン・デニーズに伴う[2]。
- 18時間30分間降水量の最多記録:1,689 mm (66.5 in)レユニオン・サン・ブノワ郡サン・タンドレ第3小郡サラジー市（ビローブ森林）1964年2月28日[4][2]。
- 20時間降水量の最多記録:1,697 mm (66.8 in)レユニオン・サン・ピエール郡[サン・ブノワ第2小郡サン・フィリペ市/{サン・ブノワ第3小郡/サン・ジョセフ小郡}サン・ジョセフ市]（フォックフォック高原）、1966年1月7日[4][2]。トロピカル・サイクロン・デニーズに伴う[2]。
- 22時間降水量の最多記録:1,780 mm (70 in)レユニオン・サン・ピエール郡[サン・ブノワ第2小郡サン・フィリペ市/{サン・ブノワ第3小郡/サン・ジョセフ小郡}サン・ジョセフ市]（フォックフォック高原）、1966年1月7日[4][2]。トロピカル・サイクロン・デニーズに伴う[2]。
- 24時間(1日間)降水量の最多記録: 1,825 mm (71.9 in);レユニオン・サン・ピエール郡[サン・ブノワ第2小郡サン・フィリペ市/{サン・ブノワ第3小郡/サン・ジョセフ小郡}サン・ジョセフ市]（フォックフォック高原）、1966年1月7日-8日、トロピカル・サイクロン・デニーズに伴う[3][2]。
- 48時間(2日間)降水量の最多記録: 2,493 mm (98.1 in);インドメーガーラヤ州東カシ丘陵地区（英語版）シェッラ・ブホラガンジ区チェラプンジ、1995年6月15日-16日[3][2]。

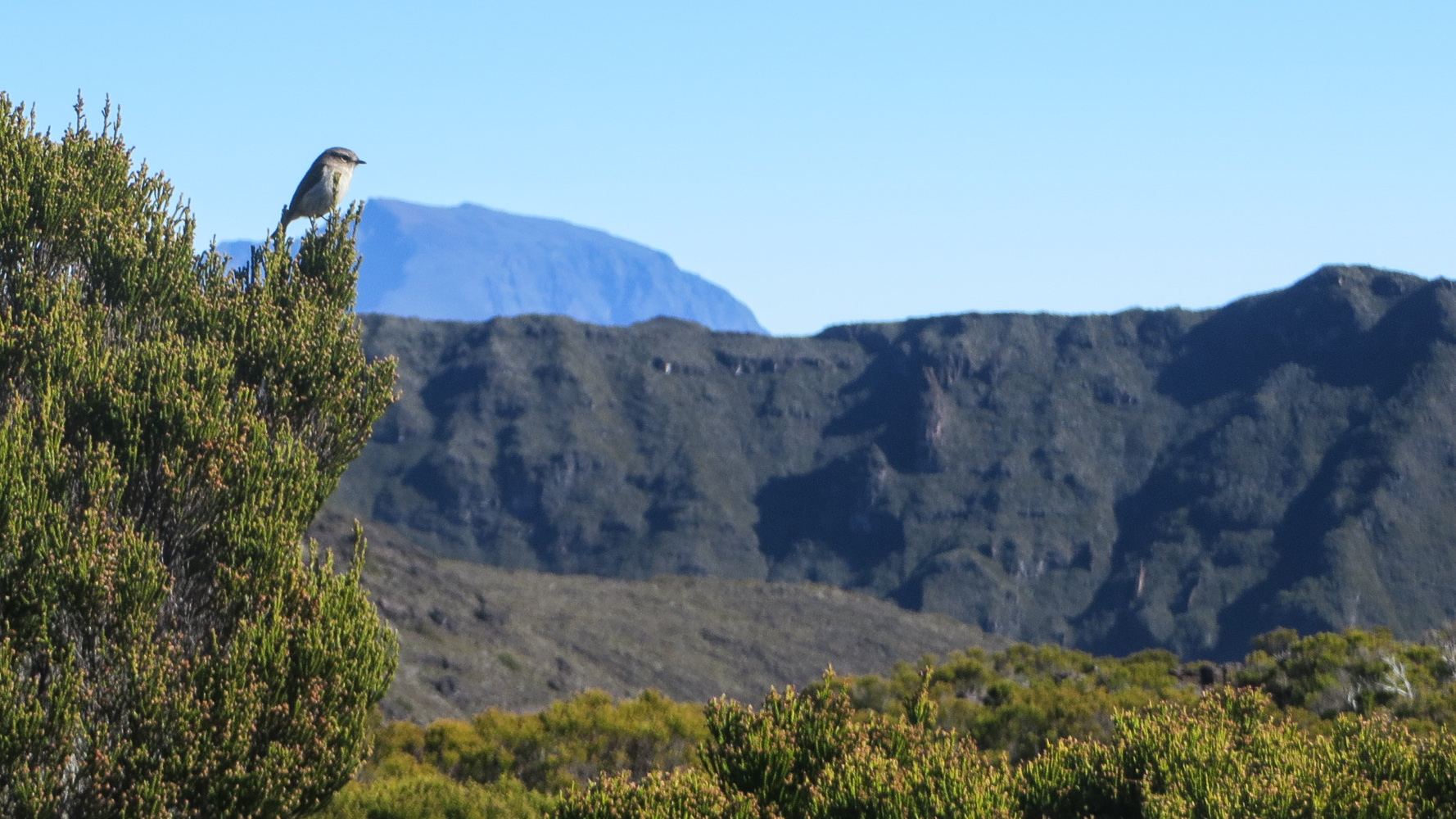
世界最多の3日間降水量を記録したフランス領レユニオンのコメルソンカルデラ

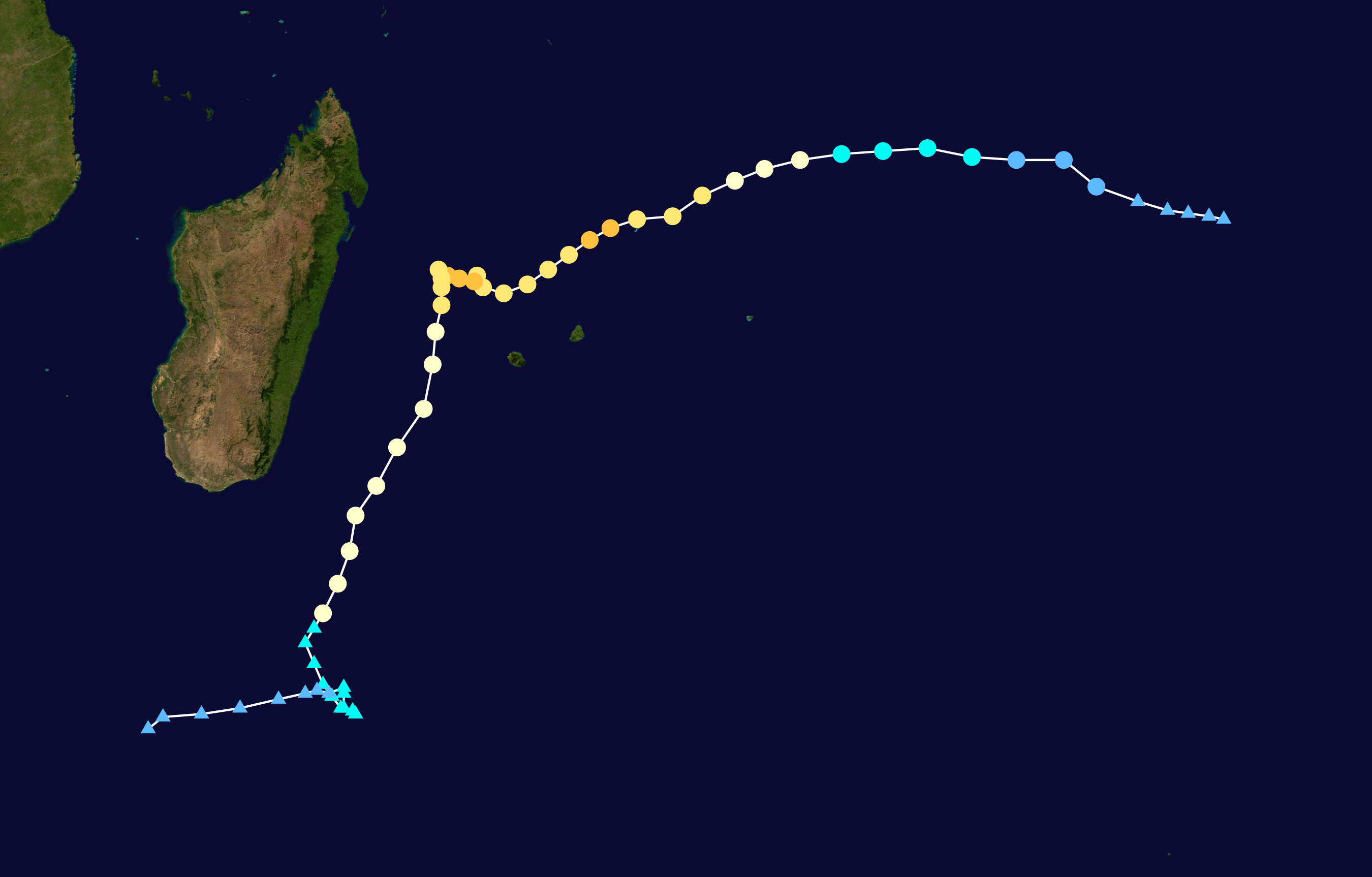
世界最多の3日間降水量を観測する原因となったサイクロン・ガメードの進路図。

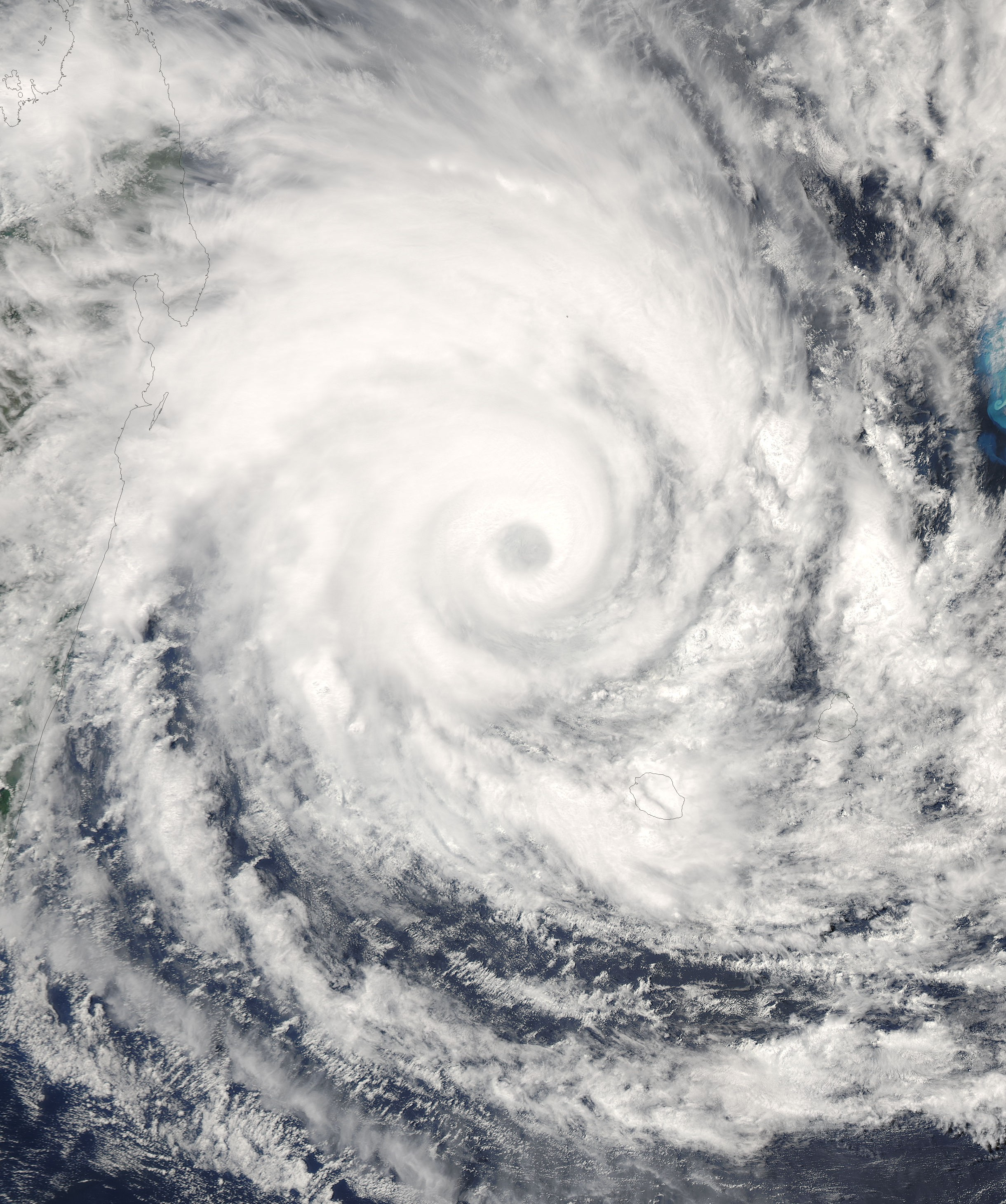
サイクロン・ガメードの衛星画像

- 72時間(3日間)降水量の最多記録: 3,929 mm (154.7 in);レユニオン・コメルソンカルデラ（英語版）、2007年2月24日-26日、サイクロン・ガメード（英語版）に伴う[3][2]。
- 96時間(4日間)降水量の最多記録: 4,869 mm (191.7 in);レユニオン・サン・ピエール郡[サン・ブノワ第3小郡/サン・ジョセフ小郡]サン・ジョセフ市（コメルソンカルデラ）、2007年2月24日-27日、サイクロン・ガメードに伴う[3][2]。
- 5日間降水量の最多記録: 4,979 mm (196.0 in);レユニオン・サン・ピエール郡[サン・ブノワ第3小郡/サン・ジョセフ小郡]サン・ジョセフ市（コメルソンカルデラ）、2007年2月24日-28日、サイクロン・ガメードに伴う[5][4][2]。
- 6日間降水量の最多記録: 5,075 mm (199.8 in);レユニオン・サン・ピエール郡[サン・ブノワ第3小郡/サン・ジョセフ小郡]サン・ジョセフ市（コメルソンカルデラ）、2007年2月24日-3月1日、サイクロン・ガメードに伴う[5][4][2]。
- 7日間降水量の最多記録: 5,400 mm (210 in);レユニオン・サン・ピエール郡[サン・ブノワ第3小郡/サン・ジョセフ小郡]サン・ジョセフ市（コメルソンカルデラ）、2007年2月24日-3月2日、サイクロン・ガメードに伴う[5][4][2]。
- 8日間降水量の最多記録: 5,510 mm (217 in);レユニオン・サン・ピエール郡[サン・ブノワ第3小郡/サン・ジョセフ小郡]サン・ジョセフ市（コメルソンカルデラ）、2007年2月24日-3月3日、サイクロン・ガメードに伴う[5][4][2]。
- 9日間降水量の最多記録: 5,512 mm (217.0 in);レユニオン・サン・ピエール郡[サン・ブノワ第3小郡/サン・ジョセフ小郡]サン・ジョセフ市（コメルソンカルデラ）、2007年2月24日-3月4日、サイクロン・ガメードに伴う[5][4][2]。

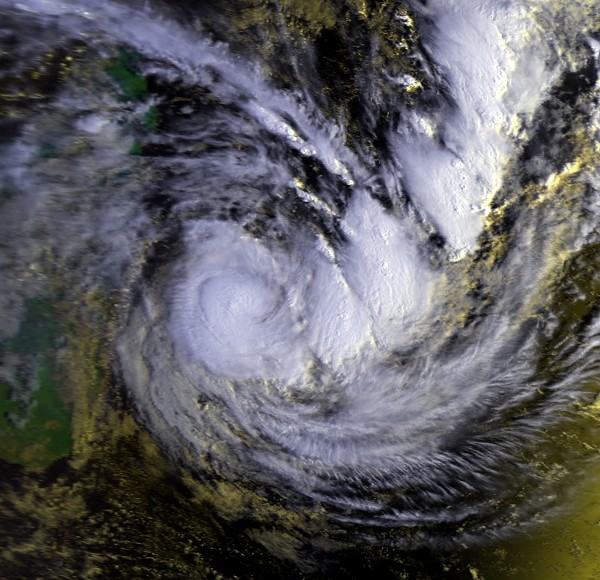
世界最多の10日間降水量を記録する原因となったサイクロン・イアサントの衛星画像。

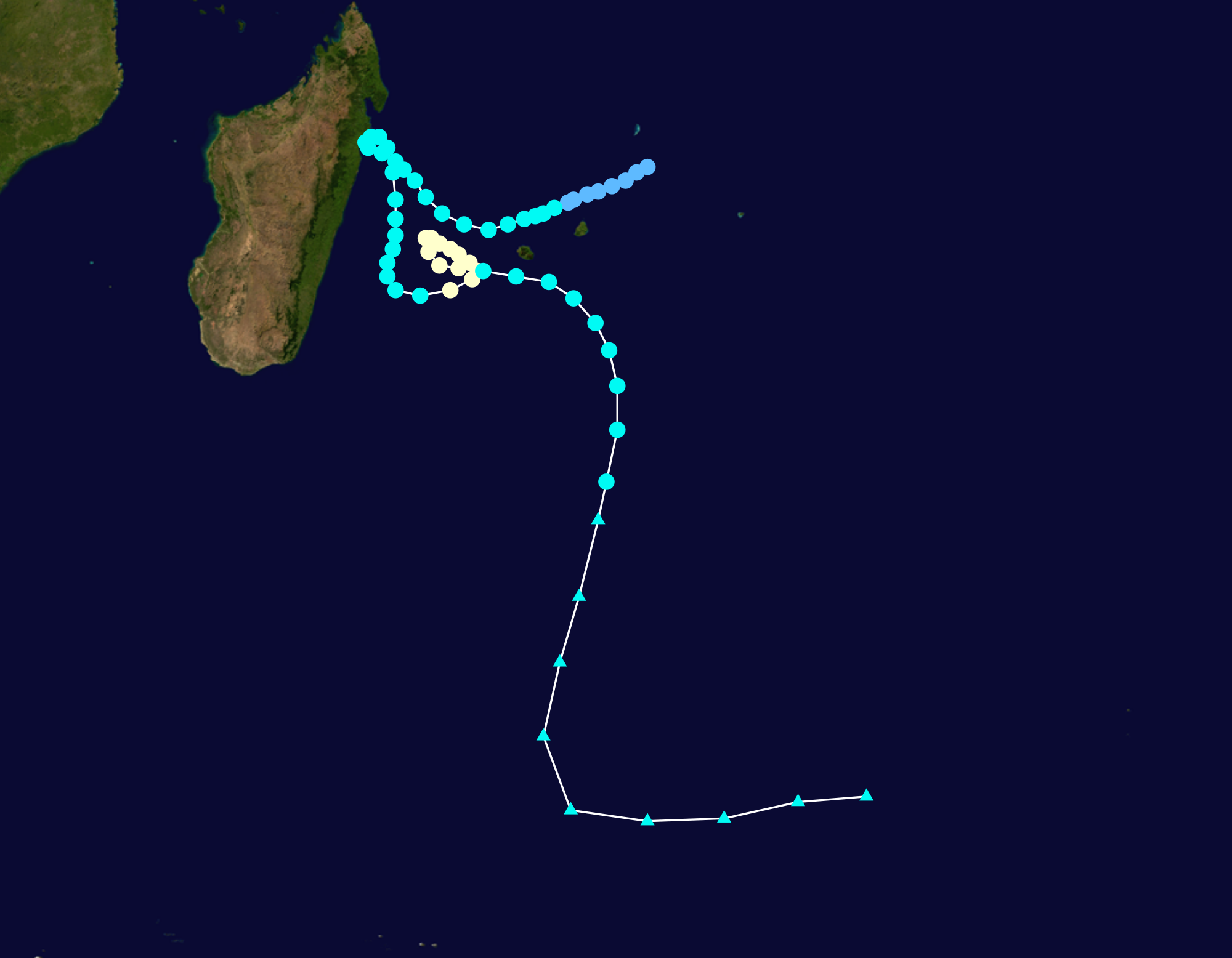
サイクロン・イアサントの進路図。

- 10日間降水量の最多記録: 5,678 mm (223.5 in);レユニオン・サン・ピエール郡[サン・ブノワ第3小郡/サン・ジョセフ小郡]サン・ジョセフ市（コメルソンカルデラ）、1980年1月18日-27日[4]。サイクロン・イアサント（英語版）に伴う[2]。
- 11日間降水量の最多記録: 5,949 mm (234.2 in);レユニオン・サン・ピエール郡[サン・ブノワ第3小郡/サン・ジョセフ小郡]サン・ジョセフ市（コメルソンカルデラ）、1980年1月17日-27日[4]。サイクロン・イアサントに伴う[2]。
- 12日間降水量の最多記録: 5,949 mm (234.2 in);レユニオン・サン・ピエール郡[サン・ブノワ第3小郡/サン・ジョセフ小郡]サン・ジョセフ市（コメルソンカルデラ）、1980年1月16日-27日[4]。サイクロン・イアサントに伴う[2]。
- 13日間降水量の最多記録: 6,072 mm (239.1 in);レユニオン・サン・ピエール郡[サン・ブノワ第3小郡/サン・ジョセフ小郡]サン・ジョセフ市（コメルソンカルデラ）、1980年1月15日-27日[4]。サイクロン・イアサントに伴う[2]。
- 14日間降水量の最多記録: 6,082 mm (239.4 in);レユニオン・サン・ピエール郡[サン・ブノワ第3小郡/サン・ジョセフ小郡]サン・ジョセフ市（コメルソンカルデラ）、1980年1月14日-27日[4]。サイクロン・イアサントに伴う[2]。
- 15日間降水量の最多記録: 6,083 mm (239.5 in);レユニオン・サン・ピエール郡[サン・ブノワ第3小郡/サン・ジョセフ小郡]サン・ジョセフ市（コメルソンカルデラ）、1980年1月13日-27日[4]。サイクロン・イアサントに伴う[2]。
- 月降水量の最多記録:9,300 mm (370 in);インド・メーガーラヤ州東カシ丘陵地区シェッラ・ブホラガンジ区チェラプンジ、1861年7月[6]
- 2か月間降水量の最多記録:12,767 mm (502.6 in);インド・メーガーラヤ州東カシ丘陵地区シェッラ・ブホラガンジ区チェラプンジ、1861年6月-7月[4][2]。
- 3か月間降水量の最多記録:16,369 mm (644.4 in);インド・メーガーラヤ州東カシ丘陵地区シェッラ・ブホラガンジ区チェラプンジ、1861年5月-7月[4][2]。
- 4か月間降水量の最多記録:18,738 mm (737.7 in);インド・メーガーラヤ州東カシ丘陵地区シェッラ・ブホラガンジ区チェラプンジ、1861年4月-7月[4][2]。
- 5か月間降水量の最多記録:20,412 mm (803.6 in);インド・メーガーラヤ州東カシ丘陵地区シェッラ・ブホラガンジ区チェラプンジ、1861年4月-8月[4][2]。
- 6か月間降水量の最多記録:22,554 mm (888.0 in);インド・メーガーラヤ州東カシ丘陵地区シェッラ・ブホラガンジ区チェラプンジ、1861年4月-9月[4][2]。
- 11か月間降水量の最多記録:22,990 mm (905 in);インド・メーガーラヤ州東カシ丘陵地区シェッラ・ブホラガンジ区チェラプンジ、1861年1月-11月[4][2]。

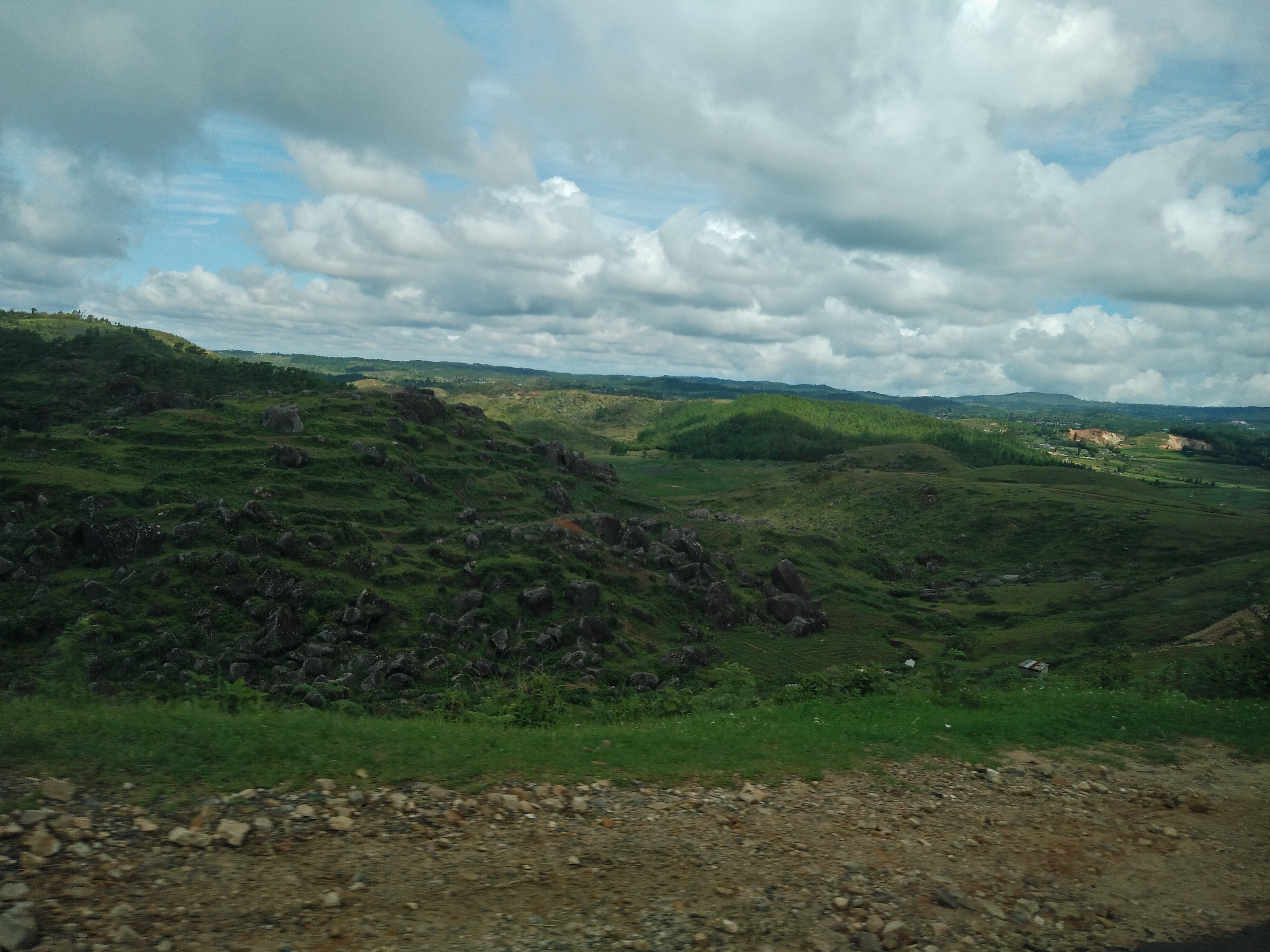
世界最多の年降水量を記録したインドのチェラプンジ

- 年降水量の最多記録: 26,470 mm (1,042 in);インド・メーガーラヤ州東カシ丘陵地区シェッラ・ブホラガンジ区チェラプンジ、1860年8月-1861年7月[3][2]。
- 2年間降水量の最多記録: 40,768 mm (1,605.0 in);インド・メーガーラヤ州東カシ丘陵地区シェッラ・ブホラガンジ区チェラプンジ、1860年-1861年[4][2]。
- 10年以上の平均をとった年降水量の最多記録: 11,872 mm (467.4 in) (38年間の平均)・12,701 mm (500.0 in)(1998年–2010年の平均);インド・メーガーラヤ州東カシ丘陵地区マウシンラム区マウシンラムまたは13,466 mm (530.2 in)(1980年–2011年の平均);コロンビア・カウカ県オシデンテ郡（スペイン語版）ミカイ（英語版）[3][7]。

- 計測可能な降水の最長連続日数記録 0.01インチ (0.25 mm)以上の降水のある日:331日（1939年-1940年）、アメリカ合衆国ハワイ州ホノルル郡（オアフ島マウナウィリ（英語版）牧場）[8]。
- 計測不可能なものを含む降水の最長連続日数記録 :881日、1913年10月19日 - 1916年3月17日; アメリカ合衆国ハワイ州ハワイ郡南ヒロ地区（英語版）ホノム・マウカ[8]

## 降雪

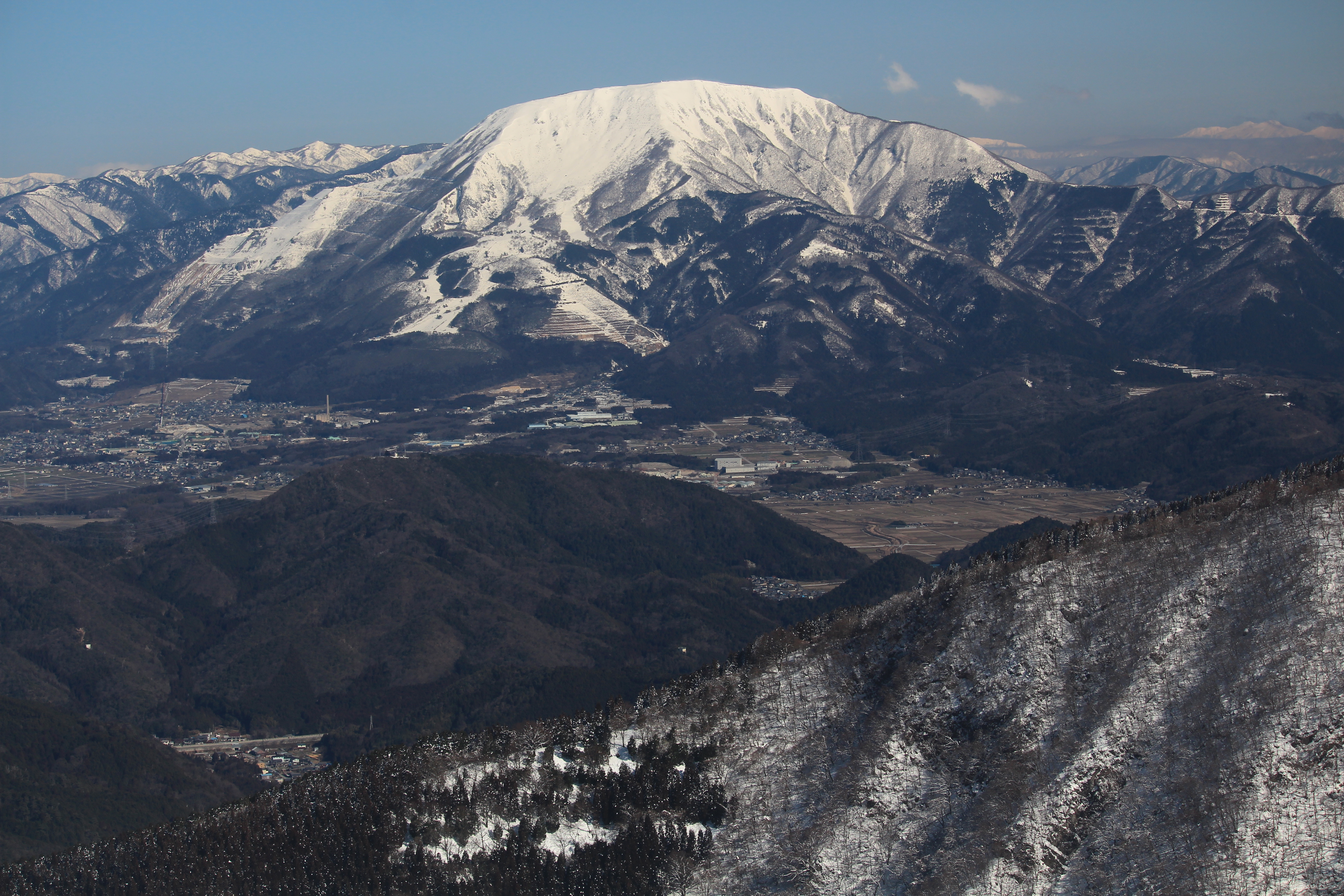
世界最深の積雪を記録した日本の伊吹山

- 24時間の最多降雪量記録: 2.56 m (100.8 in)イタリア・モリーゼ州イゼルニア県カプラコッタ、2015年3月5日[9]。
- 1暦月の最多降雪量記録: 9.91 m (390 in)アメリカ合衆国カリフォルニア州カラベラス郡タマラック（英語版）、1911年1月。同年3月に、北アメリカの観測史上最深積雪である11.46 m (451 in.)を記録する原因となった[10][11]。
- 1シーズン(7月1日-翌年6月30日)の最多降雪量記録: 29.0 m (95 ft);アメリカ合衆国ワシントン州ワットコム郡（ベーカー山）、1998年-1999年[10]
- 1年間の最多降雪記録: 31.5 m (102 ft);アメリカ合衆国ワシントン州ピアース郡（レーニア山）、1971年2月19日-1972年2月18日[12]。
- 観測史上最深積雪: 11.82 m (38.8 ft);日本・滋賀県米原市（伊吹山）、1927年2月14日[13]。